# Maurus Pfannerer
Maurus Pfannerer, křtěný Michael OPraem (5. října 1818 Krásné Údolí – 16. února 1892 Praha ) byl rakouský římskokatolický duchovní, pedagog a politik německé národnosti z Čech, v 70. letech 19. století poslanec Českého zemského sněmu.

## Biografie
Vystudoval gymnázium a lyceum v Plzni. Pak vstoupil do premonstrátského kláštera v Teplé. Vystudoval teologii na Karlo-Ferdinandově univerzitě v Praze. Roku 1841 byl vysvěcen na kněze. Roku 1846 nastoupil jako suplent na lyceum v Plzni. Podle jiného zdroje byl následně promován na Karlo-Ferdinandově univerzitě 26. dubna 1848 na doktora filozofie a až do roku 1869 vyučoval filozofii na Karlo-Ferdinandově univerzitě v Praze. Roku 1869 byl jmenován okresním školním inspektorem pro okresy Stříbro a Plzeň. 6. března 1870 se stal ředitelem c. k. státního vyššího gymnázia v Plzni. 14. srpna 1872 mu byl udělen Řád Františka Josefa. 7. listopadu 1872 jeho profesní dráha vyvrcholila, když nastoupil do funkce zemského školního inspektora v Čechách. V letech 1877–1878 byl rovněž předsedou spolku Verein fur Geschichte der Deutschen in Böhmen. Je autorem řady spisů a učebnic.
V 70. letech se zapojil i do politického života. V zemských volbách v Čechách roku 1872 byl zvolen na Český zemský sněm, kde zastupoval kurii velkostatkářskou (nesvěřenecké velkostatky). Mandát obhájil ve volbách v roce 1878. Je tehdy uváděn jako zástupce Strany ústavověrného velkostatku (centralistická, provídeňská, odmítající české státoprávní aspirace). Podle nekrologu v Neue Freie Presse náležel mezi hlavní stoupence tzv. Ústavní strany v řadách duchovenstva.
Zemřel v únoru 1892. Svému rodnému městu odkázal v závěti nadaci v hodnotě 35 000 zlatých na podporu chudých.